# Elb-Liebesgras
Das Elb-Liebesgras oder Elbe-Liebesgras (Eragrostis albensis) ist eine Pflanzenart aus der Gattung der Liebesgräser (Eragrostis) innerhalb der Familie der Süßgräser (Poaceae). Dieses kleine Gras wächst in Mitteleuropa in Spülsaumgesellschaften (Fluss-Meldenfluren) von Strömen.

## Beschreibung
Das Elb-Liebesgras wächst kleinhorstig als ausgebreitete bis aufrechte, einjährige Pflanze mit Wuchshöhen von 10 bis 60 (selten 110) cm. Die Blattscheiden sind drüsenlos. Die oberen sind kahl. An den Scheidenmündungen der unteren Blattscheiden sind zottige, längere Haare entwickelt.
Die Ährchen der Rispe sind vier- bis siebenblütig ausgebildet, die Rispenachse ist rau. Am unteren Ende der Rispe sind nur ein bzw. maximal zwei Rispenäste vorhanden.
Die Chromosomenzahl beträgt 2n = 40.

## Verbreitung und Standortansprüche
Das Elb-Liebesgras gedeiht am Elbufer in Fluss-Meldenfluren auf Uferpartien, die bei sommerlichen Niedrigwasserständen trockenfallen. Auf flachen sandigen Stränden der Ober- und Mittelelbe sind oftmals größere Bestände entwickelt. Zerstreut wächst die Art im hessischen und rheinland-pfälzischen Rheintal und zerstreut bis selten im Odergebiet und in Schleswig-Holstein. In Europa wurde die Art in Deutschland, Polen, Tschechien, Niederösterreich und in der Slowakei beobachtet.

## Systematik
Das Elb-Liebesgras wurde 1995 von Hildemar Scholz in den Verhandlungen der Botanischen Vereinigung zu Berlin und Brandenburg Band 129, S. 74 erstbeschrieben. Der systematische Rang ist jedoch umstritten. Das Elb-Liebesgras wird erst seit Anfang der 1990er Jahre beobachtet, wobei zunächst die Massenbestände an der Elbe auffielen. Vermutet wird, dass das Elb-Liebesgras in Mitteleuropa aus einer aus dem Osten eingeschleppten, dem Behaarten Liebesgras (Eragrostis pilosa) verwandten Art neu entstand.